# Озерки (Атюрьевский район)
Озерки — посёлок в Атюрьевском районе Мордовии. Входит в состав Атюрьевского сельского поселения.

## История
В «Списке населённых мест Тамбовской губернии» за 1869 год Озерки значится казенной деревней в 6 дворов входящей в состав Спасского уезда.

## Население
| 2002 | 2010 |
| ---- | ---- |
| 6    | ↘3   |

Национальный состав
Согласно результатам Всероссийской переписи населения 2002 года, в национальной структуре населения русские составляли 100 %.